# Triaenonychoidea
Super-famille
Les Triaenonychoidea sont une super-famille d'opilions laniatores.

## Liste des familles
Selon World Catalogue of Opiliones (20/05/2021) :
- Buemarinoidae Karaman, 2019
- Lomanellidae Mendes & Derkarabetian, 2021
- Synthetonychiidae Forster, 1954
- Triaenonychidae Sørensen, 1886

## Publication originale
- Sørensen, 1886 : « Opiliones. » Die Arachniden Australiens nach der Natur beschrieben und abgebildet, p. 53–86.